# История Греции

## Доисторическая Греция
Останки древнейших архантропов возрастом в 360 тысяч лет найдены в Петралонской пещере. Известны также останки неандертальцев, живших 40 тыс. лет назад на территории Пелопоннеса. Примечательным в истории Греции является разрыв в находках человека, приходящийся на верхний палеолит и мезолит. Неолит Греции имеет анатолийское происхождение и представлен культурами Сескло, Неа-Никомидия и Димини (южный вариант Винчи). Одной из древнейших неолитических стоянок в Греции считается пещера Франхти (греч. Σπήλαιο Φράγχθι), датированная 7 тыс. лет до н. э., свидетельствует о наличии у её обитателей развитого мореходства

## Догреческая эгейская цивилизация (ранний и средний период)
Первые центры культуры открыты раскопками Генриха Шлимана в Микенах (1876), Артура Эванса на острове Крит (с 1899). С XIX в. исследовано несколько сотен памятников: могильники, поселения, большие города типа Полиохны на острове Лемнос с каменною стеной высотой 5 м, Филакопи на острове Милос; царские резиденции — Троя, дворцы Крита (Кносс, Маллия, Фест), а также Микенский акрополь.
Самые известные археологические культуры этого периода — минойская, или критская, и микенская, по которым он и получил своё название, но есть также несколько локальных культур, в частности кикладская и элладская.
Догреческий субстрат — термин, обозначающий неизвестный язык или языки, предположительно распространённые на территории Древней Греции до прихода носителей протогреческого языка. Предполагается, что греческий язык заимствовал большое количество слов и имён собственных из догреческого языка или языков, поскольку заметная часть греческих слов не может быть объяснена из реконструируемых прото-индоевропейских корней и морфем.
В археологии догреческий субстрат ассоциируется с ранним и отчасти средним периодом элладской цивилизации материковой Греции, а также с минойской и кикладской цивилизациями на островах Эгейского моря. После возникновения микенской цивилизации, поглотившей три предыдущих, начинается стремительная ассимиляция догреческого населения. В эпоху Геродота многие из упоминаемых им народов сохранились лишь в легендах.

## Микенская цивилизация
Первая культура на территории Греции, где доминирует собственно греческое население — это Микенская культура, объединившая в себе достижения прежних эгейских культур. Носители греческого языка предположительно были потомками усатовской культуры, мигрировавшими на Балканы из региона современных Румынии, Молдавии и Южной Украины. Микенская культура существовала на протяжении позднего бронзового века, начиная с прихода ахейцев в эгейский регион около 2100 года до н. э. (период шахтовых гробниц) и продолжавшись вплоть до падения цивилизации около 1100 года до н. э. Это историческое время нашло своё отражение в эпических поэмах Гомера и основной части греческой мифологии. Микенский период получил своё название от микенского археологического участка (Микены), расположенного на северо-востоке Арголиды, области Пелопоннеса. Другими немаловажными местами нахождения свидетельств этой эпохи являются Афины, Пилос, Фивы и Тиринф.
Микенская цивилизация управлялась военной аристократией. Около 1400 года до н. э. Крит, центр минойской цивилизации, перешёл под контроль микенцев, заимствовавших форму минойского линейного письма A, трансформировавшиеся в линейное письмо B для записи ранних форм древнегреческого языка.
Микенцы хоронили свою знать в «могилах-ульях» (толосы), больших круглых погребальных камерах с высоким сводом и прямолинейным входом, выложенным камнем. Вместе с покойником в могиле оставляли его оружие или боевые принадлежности. Знать часто хоронили в золотых масках, диадемах, в доспехах и c инкрустированным драгоценностями оружием. Хоронили мертвецов в сидячем положении, некоторые подвергались мумификации.
Около 1100 года до н. э. произошло внезапное крушение микенской цивилизации, многочисленные города были разорены и Греция погрузилась в эпоху, которую историки называют тёмными веками. Греция пережила демографический спад и упадок письменной культуры. Сами греки традиционно обвиняют в этом новую волну вторжения иных эллинских племён — дорийцев, хотя археологическое подтверждение этого события остаётся весьма скудным.

## Греческие тёмные века
Тёмные века, Гомеровская Греция — период в истории Древней Греции, охватывающий ок. 1200—800 гг. до н. э., который начался после заката микенской культуры и предполагаемого дорийского вторжения, и закончился с началом расцвета греческих полисов (периода архаики).
Об этом периоде известно очень мало, он характеризуется упадком культуры и утратой письменности. Происходит окончательное разрушение остатков микенской (ахейской) цивилизации, возрождение и господство родоплеменных отношений, но одновременно и их трансформация в раннеклассовые, а также формирование уникальных предполисных общественных структур.
В конце этого застойного периода греческая цивилизация начала возрождаться, что привело к расширению греческого мира от Чёрного моря до Испании. Письменность была возрождена финикийцами с алфавитом, адаптированным к греческому языку, и распространена на север Италии и Галлии.

## Древняя Греция: 776—323 гг. до н. э.
Древней Грецией называют страны, в которых говорили по-гречески в древний период истории. Это не только Пелопоннес — территория современной Греции, но и другие области с эллинской (то есть греческой) культурой, заселенные в древности греками: Кипр, Эгейское побережье Турции (тогда известной как Иония), Сицилия и южная Италия (тогда известными как Великая Греция), а также греческие поселения, разбросанные по побережьям современных Албании, южной Франции, восточной и северо-восточной Испании, Ливии, Египта, Болгарии, Румынии, Украины и южной России.
Нет согласия по поводу точных дат начала и конца древнегреческого периода. Обычно им называют всю греческую историю до завоевания Греции Римом, но историки используют этот термин строже. Некоторые авторы включают в него Микенскую цивилизацию, которая рухнула около 1100 до н. э., хотя остальные скажут, что Минойская цивилизация настолько сильно отличалась от позднейшей греческой культуры, что их нельзя включать в одно понятие.
В современных греческих учебниках «древность» — это период, протяженностью около 1000 лет (от катастрофы Микен) до завоевания римлянами, поделённый на четыре части, различающиеся стилями искусства, культурой и политикой. Первыми идут греческие тёмные века (1100 г. до н. э.—800 г. до н. э.). В это время художники расписывали амфоры и другие глиняные изделия геометрическими формами — квадратами, кругами, линиями. В архаический период (800 г. до н. э.—500 г. до н. э.) скульпторы создавали большие стоячие статуи в застывших позах с потусторонней «архаической улыбкой». В классический период (500 г. до н. э.—323 г. до н. э.) был доведён до совершенства стиль, который с тех пор считается образцовым (например, Парфенон). В эллинистический период (323 г. до н. э.—146 г. до н. э.), после завоеваний Александра Македонского (также называющийся александрийским), некоторые черты эллинистической цивилизации распространились вплоть до Египта и Бактрии. Иногда греческую цивилизацию считают продолжающейся вплоть до распространения христианства в III веке.
Традиционно, собственно древнегреческий период начинался с первых Олимпийских игр в 776 году до н. э. и продолжался до смерти Александра Македонского в 323 г. до н. э.
Большинство историков считают древнюю Грецию культурным основанием Западной цивилизации. Греческая культура оказала мощное влияние на Римскую империю, которая донесла её до многих частей Европы. Древнегреческая цивилизация внесла огромнейший вклад в язык, политику, образование, философию, искусство и архитектуру современного мира, особенно во время Возрождения в Западной Европе, а также позднее во время разнообразных неоклассических движений в XVIII и XIX вв. в Европе и Америке.

## Эллинистическая Греция: 323—146 гг. до н. э.
Эллинистический период истории Греции продолжался от смерти Александра Македонского в 323 г. до н. э. до присоединения Пелопоннеского полуострова и греческих островов к Риму в 146 г. до н. э.. Хотя установление римского господства не помешало сохранению эллинистического общества и культуры, которые практически не менялись до прихода христианства, оно привело к концу греческой политической независимости.
Во время эллинистического периода значение собственно Греции в греческой цивилизации резко упало. Великими центрами эллинистической культуры были Александрия и Антиохия, столицы Египта Птолемеев и Сирии Селевкидов соответственно. Об истории греческой культуры вне Греции читайте в статье Эллинизм.

## Римская Греция: 146 г. до н.э. —330 г. н. э.
Римская Греция — период греческой истории после победы Рима над коринфянами в битве при Коринфе в 146 г. до н. э. до переименования города Византия в 330 г. в Новый Рим, позднее Константинополь, римским императором Константином I и переноса в него столицы Римской империи.
Греческие провинции Римской Империи:
- Ахайя (создана в 146 году до нашей эры)
- Фессалия (создана в III веке)
- Крит и Киренаика (создана в 27 до нашей эры)
- Кипр (создана в 58 году до нашей эры)
- Эпир (создана в 168 году до нашей эры)
- Македония (создана в 146 году до нашей эры)
- Фракия (создана в 146 году)
- Азия (создана в 133 году до нашей эры)
- Вифиния
- Понт
- Ликия
- Памфилия
- Писидия
- Ликаония
- Каппадокия

## Византийская Греция
После введения Диоклетианом тетрархии в Римской империи стали постепенно обособляться две половины — западная и восточная. Окончательное разделение Римской империи произошло после смерти в 395 году Феодосия Великого, а в 476 году Западная римская империя прекратила своё существование. Пелопоннесский полуостров и большая часть грекоговорящего мира остались под властью Восточной римской империи, позже названной Византией.
В 580-х годах, согласно хронике города Монемвасии, славяне захватили «всю Фессалию и всю Элладу, как и Старый Эпир, и Аттику, и Евбею», а также большую часть Пелопоннеса, где они удержались более 200 лет.
В VII веке были созданы новые единицы территориального деления вместо диоцезов — фемы: Фракисия (Анатолия), Анатолик (Каппадокия), Армениак (Понт), Опсикий (Вифиния).
В 723 году святой Виллибальд называл южную оконечность Пелопоннеса «землёй славян»: «И плывя оттуда, приплыли через Адриатическое море к городу Монемвасия, в земле славян, и оставили Коринф с левой стороны».
VIII—IX веках были созданы ещё ряд фем: Эллада (Аттика и Центральная Эллада), Пелопоннес (Пелопоннес), Никополь (Западная Эллада и Эпир), Фракия (Восточная Фракия), Македония (Западная Фракия), Стримон (Восточная Македония), Фессалоники (Западная Македония), Эгейское море (Эгейские острова), Самос (Анатолия), Херсон (Таврида), Крит (Крит), Кипр (Кипр) и др. Во главе фем стояли стратеги, фемы делились на меры во главе с мерархами. Фессалоники (или Солунь), где родились братья Кирилл и Мефодий, был двуязычным городом. Кроме греческого языка, в городе звучал и славянский солунский диалект, на котором говорили окружающие Фессалоники славянские племена: драговиты, сагудаты, ваюниты, смоляне.
В 1204 году Константинополь был взят крестоносцами, а не захваченная крестоносцами часть Византии распалась на ряд государств:
- Никейская империя (Анатолия в 1261 году, ликвидировав Латинскую Империю и присоединив Фракию и Константинополь, восстановила Византийскую Империю, ещё позже присоединила Македонию)
- Трапезундская империя (Понт)
- Эпирский деспотат (Эпир)
- Морейский деспотат (Пелопоннес) — апанаж Никейской Империи

В 1334 году сербы завоевали Македонию. К 1345 году сербы также завоевали Албанию и Эпир. В 1346 году король сербов Стефан Урош IV Душан был коронован и получил титул «Царь и самодержец сербов и греков», а архиепископ Иоанникий стал патриархом. К концу 1348 года сербами также были завоёваны Этолия, Фессалия и Акарнания.

## Греция под властью крестоносцев и венецианцев

### Империи
- Латинская империя (Фракия с Константинополем)

### Королевства
- Королевство Албания (Эпир)
- Королевство Фессалоники (Македония)
- Кипрское королевство (Кипр) (вассал Венеции)
- Критское королевство (Крит) (вассал Венеции)

### Герцогства
- Герцогство Неопатрия (Фессалия)
- Герцогство Афинское (Аттика) (вассал Латинской Империи)
- Наксосское герцогство (Киклады)

### Сеньории
- Сеньория Негропонта (Эвбея)
- Сеньория Хиос (Эгейские острова)

### Княжества
- Ахейское княжество (Пелопоннес) (вассал Латинской Империи)

### Графства
- Графство Кефалония и Закинф (Ионические острова)

## Османская Греция: 1453—1821 гг
Большая часть Греции являлась частью Османской империи с XIV века до провозглашения независимости в 1821 году. Турки впервые появились в Европе в 1354 году. Византийская империя, правившая почти всем грекоговорящим миром предыдущие 1100 лет, была фатально ослаблена после взятия крестоносцами Константинополя во время 4-го крестового похода в 1204 г. Победив болгар в 1371 г. и сербов в 1389 г., турки продвинулись на юг собственно в Грецию, взяв Афины в 1458 г. Греки держались в Пелопоннесе до 1460 г., а Венеция и Генуя смогли оставить себе несколько островов, но к 1500 г. большая часть равнинной Греции и острова перешли в руки турок. Горы турки в основном не занимали, поэтому горные районы служили для греков убежищем. Кипр пал в 1571 г., а Венеция владела Критом до 1670 г. Только Ионические острова под властью Венеции так и не были заняты турками.

## Современная Греция: с 1821 года
25 марта 1821 года при поддержке европейских стран греки подняли вооруженное восстание против турок, в результате чего им удалось создать греческое королевство во главе с королём немецкой крови Оттоном. Немалую роль в обретении греками независимости сыграл русский флот, разгромивший турок при Наварине. Дальнейшим шагом было создание национальной православной церкви, независимой от Константинопольского патриарха. Руководство Греции колебалось между немецкой и британской ориентацией. 
В 1863 году королем Греции стал Георг I, принц Датский, при нем в 1864 году в состав греческого королевства были включены Ионические острова, а в 1881 году были присоединены Фессалия и часть Эпира.
В результате Первой балканской войны 1912-13 годов Греция получила ряд островов Эгейского моря, Крит, оставшуюся часть Эпира и часть Македонии.
Первая мировая война привела Грецию к войне с Турцией, которая завершилась изгнанием греков из Анатолии, так называемой «Малоазийской катастрофой». Греции пришлось забыть о своих имперских планах об освобождении части Малой Азии от турецкого владычества.
В октябре 1940 года в Грецию вторглись войска фашистской Италии. Они были разгромлены, но за этим в апреле 1941 года последовало немецкое вторжение в Грецию и её оккупация. Лишь в 1944 году Греция была освобождена. После войны по Парижскому мирному договору с Италией в 1947 году Греция получила острова Додеканес.
1946-1949 годы были временем гражданской войны, в которой коммунистические силы потерпели поражение. В 1952 году Греция вступила в НАТО.
В 1967 году произошёл военный переворот, приведший к правлению военной диктатуры «Чёрных полковников». В 1974 году к власти вновь пришло гражданское правительство. 8 декабря 1974 года состоялся референдум, в ходе которого граждане проголосовали против монархии, и Греция стала республикой.
В 1981 году Греция вступила в Европейское экономическое сообщество.